# Nebka (Geomorphologie)
Unter einer Nebka versteht man in der Geomorphologie eine kleine, flächige Sandaufwehung, die vor allem in den Trockengebieten der Erde vorkommt. Sie entstehen, wenn sandhaltiger Wind auf Hindernisse wie Wüstenpflanzen oder im Boden verankerte Objekte (Baumstrünke und Steine) trifft. Der lose Sand sammelt sich um und hinter den Hindernissen. Wenn kleine Dünenkörper ausgebildet sind, spricht man von Kupsten.
Nebka-Pflanzen bilden in der Wüste einen geschlossenen Lebenskreislauf. Sie fangen den morgendlichen Tau ein und bewässern sich somit selbst. Durch das Wasser und die Früchte der Pflanzen werden Insekten und kleine Reptilien angelockt, die wiederum Nahrungsquellen der Vögel und verschiedener Säugetiere sind. Letztere legen im Sandhügel ihre Bauten an und düngen mit ihren Exkrementen die Pflanzen. Typische Vertreter der Nebkas sind Tamarisken und Salvadoraceae.